# Campamento Toccoa
Campamento Toccoa (anteriormente Campamento Toombs) fue un campo de entrenamiento de paracaidistas del Ejército de los Estados Unidos durante la Segunda Guerra Mundial a 8 km al oeste de Toccoa, Georgia. Se planeó por primera vez en 1938, construido por la Guardia Nacional de Georgia y la Administración de Proyectos de Obras a partir del 17 de enero de 1940, y se dedicó el 14 de diciembre de 1940. El ejército de los Estados Unidos Se hizo cargo del sitio en 1942.[cita requerida]

## Segunda Guerra Mundial

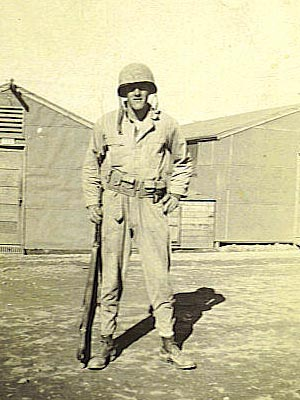
El soldado Albert Blithe, de la Compañía E del 506.º Regimiento de Infantería de Paracaídas, fotografiado en el Campamento Toccoa, en algún momento de 1942.

El ejército de los EE. UU. Se hizo cargo de un sitio con pocos edificios o estructuras permanentes: el personal originalmente estaba alojado en tiendas de campaña. Se construyeron cuarteles más permanentes cuando los primeros soldados comenzaron a llegar.
Inicialmente, el Campamento Toccoa utilizó el aeropuerto municipal de Toccoa para el entrenamiento de salto, pero después de un accidente de transporte, fue abandonado por tener una pista demasiado corta para operaciones seguras C-39 y C-47. Todos los entrenamientos de salto adicionales ocurrieron en Fort Benning, Georgia.
El campamento también carecía de un alcance de rifle, por lo que los aprendices en el aire marcharían 30 millas (48,3 km) a la Universidad Clemson, una escuela militar en Carolina del Sur, para practicar en el campo de tiro de la universidad.
El hito local más destacado es la montaña Currahee. Los paracaidistas en entrenamiento corrieron desde el campamento hasta la montaña y de regreso, conmemorados en la serie de HBO, Band of Brothers, con el grito "tres millas arriba, tres millas abajo". Los miembros del 506.º Regimiento de Infantería de Paracaídas todavía se refieren a sí mismos como "Currahees", derivado de la palabra cherokee gurahiyi, que puede significar "estar solo". La cresta del regimiento está coronada por un grupo de 6 paracaídas completamente desplegados.

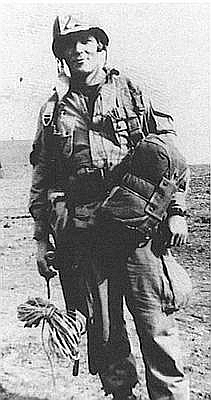
Richard Winters en el Campamento Toccoa, 1942

El comediante Bob Hope visitó el campamento y entretuvo a las tropas allí en 1943. Le dijo a las tropas: "Ustedes son tan robustos que parecen Wheaties con piernas".

## Después de la Segunda Guerra Mundial
El campamento se cerró al final de la guerra. A fines de la década de 1940, sirvió como un sitio de la prisión estatal de Georgia, que albergaba principalmente delincuentes juveniles, pero varias fugas obligaron al estado a cerrar el sitio,[cita requerida] trasladar la operación a una nueva instalación en Alto, Georgia. El camino sinuoso hacia Currahee ahora se llama así por el coronel Sink. El único edificio que queda del campamento es el comedor. Patterson Pump Company ocupa una parte de los terrenos.
En 2012, se formó una organización, Campamento Toccoa en Currahee, una fundación sin fines de lucro, para celebrar las vidas y las contribuciones de los paracaidistas aerotransportados que se entrenaron en el Campamento Toccoa en la Montaña Currahee durante la Segunda Guerra Mundial. Se estableció un plan para restaurar las instalaciones en el campamento.

## Unidades entrenadas en Toccoa
- 501.º Regimiento de Infantería Paracaidista: adscrito a la 101.º División Aerotransportada
- 506.º Regimiento de Infantería Paracaidista: adscrito a la 101.º División Aerotransportada
- 507.º Regimiento de Infantería Paracaidista: adscrito a la 82.º División Aerotransportada y a la 17.º División Aerotransportada
- 5.º Regimiento de Infantería Paracaidista: adscrito a la 11.º División Aerotransportada
- 517.º Regimiento de Infantería Paracaidista: adscrito a la 17.º División Aerotransportada y a la 13.º División Aerotransportada
- 457.º Batallón de Artillería de Paracaídas: adscrito a la 11.º División Aerotransportada
- 295.º Compañía de mantenimiento pesado de artillería (FA): completó la capacitación básica en el Campamento Toccoa, del 21 de julio de 1943 al 24 de noviembre de 1943.
- 296.º Ordnance Heavy Main Company (CT): completó la capacitación básica en el Campamento Toccoa, del 21 de julio de 1943 al 24 de noviembre de 1943

## Cambio de nombre
La instalación se llamó inicialmente Campamento Toombs después del general de la Guerra Civil Confederada Robert Toombs. En 1942, el coronel Robert Sink, comandante del 506.º Regimiento de Infantería Paracaidista, una de las primeras unidades en entrenar allí, pensó que provocaría supersticiones para los hombres jóvenes cuando llegaran a Toccoa, recorriendo la Ruta 13 pasando por Toccoa Casket Company (Compañía de Ataúdes de Toccoa) para aprender a saltar en el campamento "Tombs" (Tumbas), por lo que persuadió al Departamento del Ejército para que cambiara el nombre a Campamento Toccoa.